# Jack Straus
Jack Straus, detto Treetop (16 giugno 1930 – Los Angeles, 17 agosto 1988), è stato un giocatore di poker statunitense, campione del mondo nel 1982.

## Biografia
Soprannominato Treetop a causa della sua altezza, frequentò il Texas A&M. Sebbene si dica che abbia giocato nella squadra di pallacanestro dell'università, ciò non risulta dalla lista dei giocatori.
Straus cominciò a giocare agli eventi delle World Series of Poker a partire dagli anni settanta. Nel 1972 giunse 4° al Main Event. Vinse il suo primo braccialetto nell'edizione 1973 all'evento di Deuce to Seven Draw con buy-in da 3.000$; nello stesso anno arrivò 4° al Main Event. Lo vinse finalmente nel 1982, guadagnando 520.000$ e il suo secondo braccialetto.
Finendo in tre tavoli finali del Main Event, Straus entrò in quella élite di giocatori che ha avuto la stessa possibilità: Johnny Moss, Doyle Brunson, Stu Ungar, Johnny Chan e Dan Harrington.
Morì a 58 anni; fu inserito postumo nel Poker Hall of Fame un anno dopo la morte.

## A chip and a chair
Famosissimo l'episodio della sua carriera che ha coniato il celebre detto "A chip and a chair", ossia "Una fiche e una sedia": il detto indica che per un giocatore un torneo non è terminato finché ha ancora una sedia su cui sedersi e un gettone da giocare.
Straus rimase infatti con un solo gettone da 500 nel corso del Main Event vinto nel 1982: aveva perso una mano nella quale aveva piazzato tutte le sue fiche. Straus, convinto di aver terminato i suoi gettoni si alzò dal tavolo, ma gli venne fatto notare dal direttore di gara che, non avendo dichiarato "all-in", il gettone che inconsapevolmente non aveva messo al centro era ancora utilizzabile per continuare a giocare.
Sebbene talvolta tale episodio sia collocato al tavolo finale, deve invece essere anticipato al primo giorno: come suggerisce il libro del 1983 The Biggest Game in Town, e come conferma la biografia di Stu Ungar One of a kind (quest'ultimo tra l'altro dice che il gettone non era da 500 ma da 25).

## Il bluff di Straus
Straus è inoltre ricordato anche per uno dei più celebri bluff di tutti i tempi. Mentre giocava agli high-stakes di No Limit Texas hold 'em, dopo aver vinto diversi grossi piatti di seguito decise che avrebbe rilanciato pre-flop la mano successiva, qualunque essa fosse stata.
Gli capitò un 7-2 offsuit, che è considerata la peggior mano di partenza dal punto di vista strategico; la mano venne comunque rilanciata. Un giocatore "tight" chiamò la puntata e il flop mostrò 7-3-3. Un flop piuttosto buono per un 7-2. Straus quindi puntò, venendo però fortemente rilanciato dall'avversario che, essendo "tight", rappresentava una "overpair".
Straus, pur consapevole di essere con molta probabilità indietro, si convinse di poter rappresentare un tris di tre; chiamò quindi il grosso rilancio. Il 2 al turn non cambiò la situazione di Straus, poiché sul tavolo vi era già una coppia più alta, ma puntò lo stesso. Questa volta l'avversario ci pensò a lungo. Straus, sapendo di essere quasi spacciato in caso di chiamata avversaria, dopo un po' offrì all'avversario un patto. Per il modico prezzo di 25$ Straus avrebbe fatto vedere all'avversario una sola carta qualsiasi delle due che aveva. L'avversario, dopo averci pensato per un po', accettò di pagare i 25$ e scelse una carta di Straus: il 2.
Dopo una lunga pausa l'avversario si convinse che Straus avrebbe potuto proporre tale accordo solo nel caso avesse avuto una coppia di 2 servita, assegnando quindi a Straus un full di due su tre. Quindi, pur riluttante si ritirò dalla mano, e Straus passò alla storia per questo suo bluff davvero creativo.
Il bluff fu riportato nel film biografico sulla vita di Stu Ungar High Roller: The Stu Ungar Story: ciò nonostante la mano è accreditata ad un altro giocatore.